# Rémi Conroy
Pour les articles homonymes, voir Conroy (homonymie).
Rémi Conroy, né le 17 juin 1998 à Colmar, est un athlète français, spécialiste du lancer du javelot.

## Biographie
Rémi Conroy est sacré champion de France du lancer du javelot en 2023 à Albi.

## Palmarès
| Date | Compétition            | Lieu          | Résultat | Épreuve           | Marque  |
| ---- | ---------------------- | ------------- | -------- | ----------------- | ------- |
| 2019 | Championnats de France | Saint-Étienne | 3e       | Lancer du javelot | 72,81 m |
| 2020 | Championnats de France | Albi          | 3e       | Lancer du javelot | 71,76 m |
| 2021 | Championnats de France | Angers        | 2e       | Lancer du javelot | 74,12 m |
| 2022 | Championnats de France | Caen          | 3e       | Lancer du javelot | 72,10 m |
| 2023 | Championnats de France | Albi          | 1er      | Lancer du javelot | 77,50 m |